# Kohinoor, Basavakalyan
Kohinoor là một làng thuộc tehsil Basavakalyan, huyện Bidar, bang Karnataka, Ấn Độ.